# 利克克里克鎮區 (愛荷華州戴維斯縣)
利克克里克鎮區（英語：Lick Creek Township）是位於美國愛荷華州戴維斯縣的一個行政鎮區。

## 地方資料
根據2010年美國人口普查的數據，利克克里克鎮區的面積為92.14平方千米，當中陸地面積為92.06平方千米，而水域面積為0.08平方千米。當地共有人口847人，而人口密度為每平方千米9.19人。